# 約翰·查路·泰爾利斯
約翰·查路·泰爾利斯（英語：John Jairo Tréllez，1968年4月29日—），哥倫比亞职业足球运动员，现已退役。

## 榮譽
- 哥倫比亞聯賽 (1991)
- 南美自由盃 (1989)

## 連結
- （西班牙文） Boca juniors statistics （页面存档备份，存于）
- 約翰·查路·泰爾利斯在National-Football-Teams.com的資料